# Mistrovství světa v alpském lyžování 2023
Mistrovství světa v alpském lyžování 2023, oficiálně FIS Alpine Ski World Championships 2023, byl 47. ročník světového šampionátu, který mezi 6. až 19. únorem 2023 hostila zimní střediska Courchevel a Méribel v Savojských Alpách. Francie pořadatelství získala v květnu 2018 na 51. kongresu Mezinárodní lyžařské federace v řeckém Costa Navarinu, kde porazila kandidaturu rakouského Saalbachu poměrem hlasů 9 : 6. V minulosti Francie hostila světový šampionát třikrát, když se v letech 1937 a 1962 dějištem stalo Chamonix a v roce 2009 Val-d'Isère.
Harmonogram zahrnoval šest mužských a šest ženských individuálních závodů, rovněž tak i smíšenou týmovou soutěž družstev v paralelním obřím slalomu. V jednotlivých disciplínách startovalo přibližně 600 lyžařů ze 75 zemí. Dějištěm se stala největší lyžařská oblast na světě, trojúdolí Les Trois Vallées. Mužské závody se konaly na courchevelské sjezdovce L'Eclipse. Ženská část, paralelní soutěže i týmová soutěž proběhly na trati Le Roc de Fer v Meribelu, která již hostila ženské alpské lyžování na Zimní olympiádě 1992 v Albertville. Dolní část sjezdovky byla zrekonstruována pro paralelní soutěž. Za maskota mistrovství byl vybrán kamzík Toya, v savojském dialektu znamenající „vítězství“ a symbolizující dokonalost, eleganci, sportovní umění a nasazení.

## Pořadatelství
Podle zadání Francouzského lyžařského svazu vypracovaly Courchevel, Méribel a Val-d'Isère v roce 2015 návrhy na uspořádání světového šampionátu. Během ledna 2016 svaz vybral spojené pořadatelství Courchevelu s Méribelem. Kandidatura dvou alpských rezortů byla Mezinárodní lyžařské federaci podstoupena 24. ledna 2017. Na 51. kongresu Mezinárodní lyžařské federace v řeckém Costa Navarinu během května 2018 pak Francouzi porazili rakouskou kandidaturu Saalbachu. Předseda rakouského lyžařského svazu Peter Schröcksnadel výsledek zhodnotil jako očekávaný, protože Francouzi čekali na pořadatelství o čtyři roky déle než Rakušané a Rakousko v předchozích sezónách hostilo řadu světových akcí. Saalbach pak v říjnu 2020 získal pořadatelství Mistrovství světa 2025, v rámci soutěže tří kandidátů.
Courchevel s Méribelem hostily v březnu 2022 finále Světového poháru 2021/2022.

## Harmonogram
| Soutěže                           | Soutěže                           | Soutěže                           | Dny soutěží | Dny soutěží | Dny soutěží | Dny soutěží | Dny soutěží | Dny soutěží | Dny soutěží | Dny soutěží | Dny soutěží | Dny soutěží | Dny soutěží | Dny soutěží | Dny soutěží | Dny soutěží | Dny soutěží |
| Soutěže                           | Soutěže                           | Soutěže                           | Ne          | Po          | Út          | St          | Čt          | Pá          | So          | Ne          | Po          | Út          | St          | Čt          | Pá          | So          | Ne          |
| Soutěže                           | Soutěže                           | Soutěže                           | 5.          | 6.          | 7.          | 8.          | 9.          | 10.         | 11.         | 12.         | 13.         | 14.         | 15.         | 16.         | 17.         | 18.         | 19.         |
| Soutěže                           | Soutěže                           | Soutěže                           | únor        |             |             |             |             |             |             |             |             |             |             |             |             |             |             |
| Zahajovací a závěrečný ceremoniál | Zahajovací a závěrečný ceremoniál | Zahajovací a závěrečný ceremoniál | •           |             |             |             |             |             |             |             |             |             |             |             |             |             | •           |
|                                   |                                   |                                   |             |             |             |             |             |             |             |             |             |             |             |             |             |             |             |
| Muži                              |                                   |                                   |             |             |             |             |             |             |             |             |             |             |             |             |             |             |             |
| Sjezd                             | Sjezd                             |                                   |             |             |             |             |             |             | 11:00       |             |             |             |             |             |             |             |             |
| Super-G                           | Super-G                           |                                   |             |             |             | 11:30       |             |             |             |             |             |             |             |             |             |             |             |
| Superkombinace                    | Super-G                           |                                   |             | 11:00       |             |             |             |             |             |             |             |             |             |             |             |             |             |
| Superkombinace                    | Slalom                            |                                   |             | 14:30       |             |             |             |             |             |             |             |             |             |             |             |             |             |
| Obří slalom                       | 1. kolo                           |                                   |             |             |             |             |             |             |             |             |             |             |             | 10:00       |             |             |             |
| Obří slalom                       | 2. kolo                           |                                   |             |             |             |             |             |             |             |             |             |             |             | 13:30       |             |             |             |
| Slalom                            | 1. kolo                           |                                   |             |             |             |             |             |             |             |             |             |             |             |             |             | 10:00       |             |
| Slalom                            | 2. kolo                           |                                   |             |             |             |             |             |             |             |             |             |             |             |             |             | 13:30       |             |
| Paralelní obří slalom             | Paralelní obří slalom             |                                   |             |             |             |             |             |             |             |             |             | 12:00       |             |             |             |             |             |
|                                   |                                   |                                   |             |             |             |             |             |             |             |             |             |             |             |             |             |             |             |
| Ženy                              |                                   |                                   |             |             |             |             |             |             |             |             |             |             |             |             |             |             |             |
| Sjezd                             | Sjezd                             |                                   |             |             |             |             |             | 11:00       |             |             |             |             |             |             |             |             |             |
| Super-G                           | Super-G                           |                                   |             |             | 11:30       |             |             |             |             |             |             |             |             |             |             |             |             |
| Superkombinace                    | Super-G                           |                                   | 11:00       |             |             |             |             |             |             |             |             |             |             |             |             |             |             |
| Superkombinace                    | Slalom                            |                                   | 14:30       |             |             |             |             |             |             |             |             |             |             |             |             |             |             |
| Obří slalom                       | 1. kolo                           |                                   |             |             |             |             |             |             |             |             |             |             | 9:45        |             |             |             |             |
| Obří slalom                       | 2. kolo                           |                                   |             |             |             |             |             |             |             |             |             |             | 13:30       |             |             |             |             |
| Slalom                            | 1. kolo                           |                                   |             |             |             |             |             |             |             |             |             |             |             |             | 10:00       |             |             |
| Slalom                            | 2. kolo                           |                                   |             |             |             |             |             |             |             |             |             |             |             |             | 13:30       |             |             |
| Paralelní obří slalom             | Paralelní obří slalom             |                                   |             |             |             |             |             |             |             |             |             | 12:00       |             |             |             |             |             |
|                                   |                                   |                                   |             |             |             |             |             |             |             |             |             |             |             |             |             |             |             |
| Týmy                              | Týmová paralelní soutěž           | Týmová paralelní soutěž           |             |             |             |             |             |             |             |             |             | 12:00       |             |             |             |             |             |
|                                   |                                   |                                   |             |             |             |             |             |             |             |             |             |             |             |             |             |             |             |

## Traťové informace
| Závod | Závod                   | sjezdovka     | start   | cíl     | převýšení | délka   | prům. sklon | max. sklon | min. sklon |
| Ženy  | Sjezd                   | Le Roc de Fer | 2 150 m | 1465 m  | 685 m     | 2 413 m | 27 %        | 55 %       | 9 %        |
| Ženy  | Super-G                 | Le Roc de Fer | 2 065 m | 1465 m  | 600 m     | 2 204 m | 26 %        | 55 %       | 9 %        |
| Ženy  | Kombinační Super-G      | Le Roc de Fer | 2 065 m | 1465 m  | 600 m     | 2 204 m | 26 %        | 55 %       | 9 %        |
| Ženy  | Obří slalom             | Le Roc de Fer | 1 830 m | 1 452 m | 378 m     | 1 312 m | 30 %        | 55 %       | 9 %        |
| Ženy  | Slalom                  | Le Roc de Fer | 1 630 m | 1 432 m | 198 m     | 500 m   | 39 %        | 55 %       | 11 %       |
| Ženy  | Kombinační slalom       | Le Roc de Fer | 1 630 m | 1 432 m | 198 m     | 500 m   | 39 %        | 55 %       | 11 %       |
| Ženy  | Paralelní obří slalom   | Le Roc de Fer | 1 555 m | 1 432 m | 123 m     | 360 m   | 35 %        | 50 %       | 25 %       |
| Týmy  | Týmová paralelní soutěž | Le Roc de Fer | 1 555 m | 1 432 m | 123 m     | 360 m   | 35 %        | 50 %       | 25 %       |
| Muži  | Paralelní obří slalom   | Le Roc de Fer | 1 555 m | 1 432 m | 123 m     | 360 m   | 35 %        | 50 %       | 25 %       |
| Muži  | Sjezd                   | L’Éclipse     | 2 235 m | 1 290 m | 945 m     | 3 100 m | 30 %        | 58 %       | 11 %       |
| Muži  | Super-G                 | L’Éclipse     | 1 880 m | 1 290 m | 590 m     | 1 857 m | 32 %        | 58 %       | 16 %       |
| Muži  | Kombinační Super-G      | L’Éclipse     | 1 880 m | 1 290 m | 590 m     | 1 857 m | 32 %        | 58 %       | 16 %       |
| Muži  | Obří slalom             | L’Éclipse     | 1 730 m | 1 280 m | 450 m     | 1 840 m | 34 %        | 56 %       | 43 %       |
| Muži  | Slalom                  | L’Éclipse     | 1 485 m | 1 280 m | 205 m     | 575 m   | 36 %        | 56 %       | 43 %       |
| Muži  | Kombinační slalom       | L’Éclipse     | 1 485 m | 1 280 m | 205 m     | 575 m   | 36 %        | 56 %       | 43 %       |

## Medailisté

### Muži
| Závod                 | Zlato                      | Zlato                  | Stříbro                       | Stříbro                | Bronz                   | Bronz              |
| --------------------- | -------------------------- | ---------------------- | ----------------------------- | ---------------------- | ----------------------- | ------------------ |
| Sjezd                 | Marco Odermatt (SUI)       | 1:47,05                | Aleksander Aamodt Kilde (NOR) | 1:47,53                | Cameron Alexander (CAN) | 1:47,94            |
| Super-G               | James Crawford (CAN)       | 1:07,22                | Aleksander Aamodt Kilde (NOR) | 1:07,23                | Alexis Pinturault (FRA) | 1:07,48            |
| Obří slalom           | Marco Odermatt (SUI)       | 2:34,08                | Loïc Meillard (SUI)           | 2:34,40                | Marco Schwarz (AUT)     | 2:34,48            |
| Slalom                | Henrik Kristoffersen (NOR) | 1:39,50                | AJ Ginnis (GRE)               | 1:39,70                | Alex Vinatzer (ITA)     | 1:39,88            |
| Superkombinace        | Alexis Pinturault (FRA)    | 1:53,31                | Marco Schwarz (AUT)           | 1:53,41                | Raphael Haaser (AUT)    | 1:53,75            |
| Paralelní obří slalom | Alexander Schmid (GER)     | Alexander Schmid (GER) | Dominik Raschner (AUT)        | Dominik Raschner (AUT) | Timon Haugan (NOR)      | Timon Haugan (NOR) |

### Ženy
| Závod                 | Zlato                          | Zlato                          | Stříbro                    | Stříbro                 | Bronz                                                | Bronz                            |
| --------------------- | ------------------------------ | ------------------------------ | -------------------------- | ----------------------- | ---------------------------------------------------- | -------------------------------- |
| Sjezd                 | Jasmine Fluryová (SUI)         | 1:28,03                        | Nina Ortliebová (AUT)      | 1:28,07                 | Corinne Suterová (SUI)                               | 1:28,15                          |
| Super-G               | Marta Bassinová (ITA)          | 1:28,06                        | Mikaela Shiffrinová (USA)  | 1:28,17                 | Cornelia Hütterová (AUT) Kajsa Vickhoff Lieová (NOR) | 1:28,39                          |
| Obří slalom           | Mikaela Shiffrinová (USA)      | 2:07,13                        | Federica Brignoneová (ITA) | 2:07,25                 | Ragnhild Mowinckelová (NOR)                          | 2:07,35                          |
| Slalom                | Laurence St. Germainová (CAN)  | 1:43,15                        | Mikaela Shiffrinová (USA)  | 1:43,72                 | Lena Dürrová (GER)                                   | 1:43,84                          |
| Superkombinace        | Federica Brignoneová (ITA)     | 1:57,47                        | Wendy Holdenerová (SUI)    | 1:59,09                 | Ricarda Haaserová (AUT)                              | 1:59,73                          |
| Paralelní obří slalom | Maria Therese Tvibergová (NOR) | Maria Therese Tvibergová (NOR) | Wendy Holdenerová (SUI)    | Wendy Holdenerová (SUI) | Thea Louise Stjernesundová (NOR)                     | Thea Louise Stjernesundová (NOR) |

### Družstva
| Závod           | Zlato                                                                                      | Stříbro | Bronz                                                               |
| --------------- | ------------------------------------------------------------------------------------------ | --- | ------------------------------------------------------------------- |
| Soutěž družstev | USATommy Ford Katie Hensienová Paula Moltzanová Nina O'Brienová River Radamus Luke Winters | NorskoKristin Lysdahl Leif Kristian Nestvold-Haugen Alexander Steen Olsen Thea Louise Stjernesundová Maria Therese Tvibergová | KanadaValérie Grenierová Erik Read Jeffrey Read Britt Richardsonová |

## Medailové pořadí

### Medailové pořadí národů
| Pořadí         | Stát                   | Zlato | Stříbro | Bronz | Celkově |
| 1.             | Švýcarsko              | 3     | 3       | 1     | 7       |
| 2.             | Norsko                 | 2     | 3       | 4     | 9       |
| 3.             | Spojené státy americké | 2     | 2       | 0     | 4       |
| 4.             | Itálie                 | 2     | 1       | 1     | 4       |
| 5.             | Kanada                 | 2     | 0       | 2     | 4       |
| 6.             | Francie                | 1     | 0       | 1     | 2       |
| 6.             | Německo                | 1     | 0       | 1     | 2       |
| 8.             | Rakousko               | 0     | 3       | 4     | 7       |
| 9.             | Řecko                  | 0     | 1       | 0     | 1       |
| Medailové sady | Medailové sady         | 13    | 13      | 14    | 40      |

### Individuální medailové pořadí
| Pořadí | Lyžař                               | Zlato | Stříbro | Bronz | Celkově |
| 1.     | Marco Odermatt (SUI)                | 2     | 0       | 0     | 2       |
| 2.     | Mikaela Shiffrinová (USA)           | 1     | 2       | 0     | 3       |
| 3.     | Federica Brignoneová (ITA)          | 1     | 1       | 0     | 2       |
| 3.     | Maria Therese Tvibergová (NOR)      | 1     | 1       | 0     | 2       |
| 5.     | Alexis Pinturault (FRA)             | 1     | 0       | 1     | 2       |
| 6.     | Marta Bassinová (ITA)               | 1     | 0       | 0     | 1       |
| 6.     | James Crawford (CAN)                | 1     | 0       | 0     | 1       |
| 6.     | Jasmine Fluryová (SUI)              | 1     | 0       | 0     | 1       |
| 6.     | Tommy Ford (USA)                    | 1     | 0       | 0     | 1       |
| 6.     | Katie Hensienová (USA)              | 1     | 0       | 0     | 1       |
| 6.     | Henrik Kristoffersen (USA)          | 1     | 0       | 0     | 1       |
| 6.     | Paula Moltzanová (USA)              | 1     | 0       | 0     | 1       |
| 6.     | Nina O'Brienová (USA)               | 1     | 0       | 0     | 1       |
| 6.     | River Radamus (USA)                 | 1     | 0       | 0     | 1       |
| 6.     | Alexander Schmid (GER)              | 1     | 0       | 0     | 1       |
| 6.     | Laurence St. Germainová (CAN)       | 1     | 0       | 0     | 1       |
| 6.     | Luke Winters (USA)                  | 1     | 0       | 0     | 1       |
| 18.    | Wendy Holdenerová (SUI)             | 0     | 2       | 0     | 2       |
| 18.    | Aleksander Aamodt Kilde (NOR)       | 0     | 2       | 0     | 2       |
| 20.    | Timon Haugan (NOR)                  | 0     | 1       | 1     | 2       |
| 20.    | Marco Schwarz (AUT)                 | 0     | 1       | 1     | 2       |
| 20.    | Thea Louise Stjernesundová (NOR)    | 0     | 1       | 1     | 2       |
| 23.    | AJ Ginnis (GRE)                     | 0     | 1       | 0     | 1       |
| 23.    | Kristin Lysdahl (NOR)               | 0     | 1       | 0     | 1       |
| 23.    | Loïc Meillard (SUI)                 | 0     | 1       | 0     | 1       |
| 23.    | Leif Kristian Nestvold-Haugen (NOR) | 0     | 1       | 0     | 1       |
| 23.    | Nina Ortliebová (AUT)               | 0     | 1       | 0     | 1       |
| 23.    | Dominik Raschner (AUT)              | 0     | 1       | 0     | 1       |
| 23.    | Alexander Steen Olsen (NOR)         | 0     | 1       | 0     | 1       |
| 30.    | Cameron Alexander (CAN)             | 0     | 0       | 1     | 1       |
| 30.    | Lena Dürrová (GER)                  | 0     | 0       | 1     | 1       |
| 30.    | Valérie Grenierová (CAN)            | 0     | 0       | 1     | 1       |
| 30.    | Raphael Haaser (AUT)                | 0     | 0       | 1     | 1       |
| 30.    | Ricarda Haaserová (AUT)             | 0     | 0       | 1     | 1       |
| 30.    | Cornelia Hütterová (AUT)            | 0     | 0       | 1     | 1       |
| 30.    | Ragnhild Mowinckelová (NOR)         | 0     | 0       | 1     | 1       |
| 30.    | Erik Read (CAN)                     | 0     | 0       | 1     | 1       |
| 30.    | Jeffrey Read (CAN)                  | 0     | 0       | 1     | 1       |
| 30.    | Britt Richardsonová (CAN)           | 0     | 0       | 1     | 1       |
| 30.    | Corinne Suterová (SUI)              | 0     | 0       | 1     | 1       |
| 30.    | Kajsa Vickhoff Lieová (NOR)         | 0     | 0       | 1     | 1       |
| 30.    | Alex Vinatzer (ITA)                 | 0     | 0       | 1     | 1       |

## Galerie

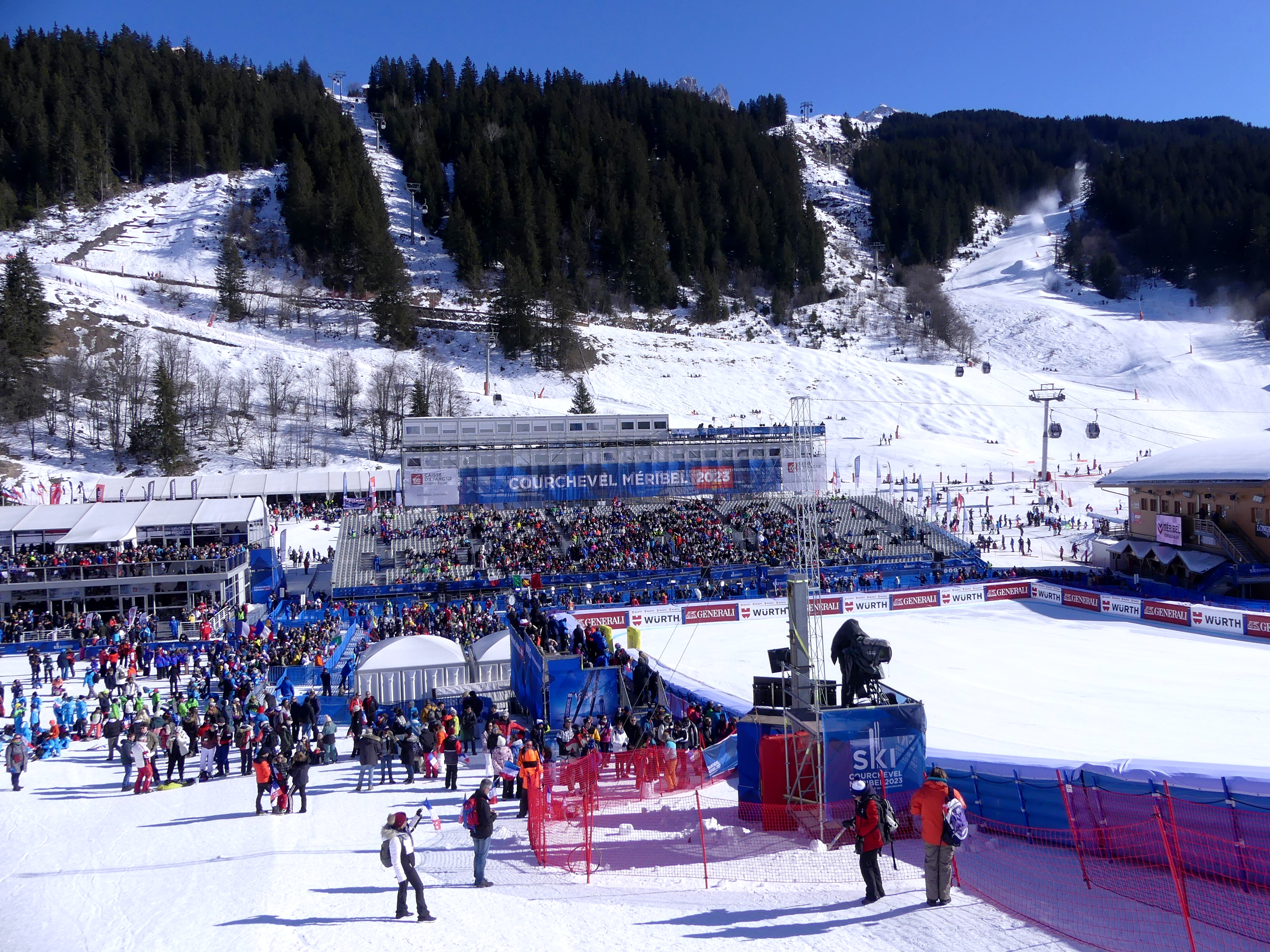
Cílový prostor v Méribelu
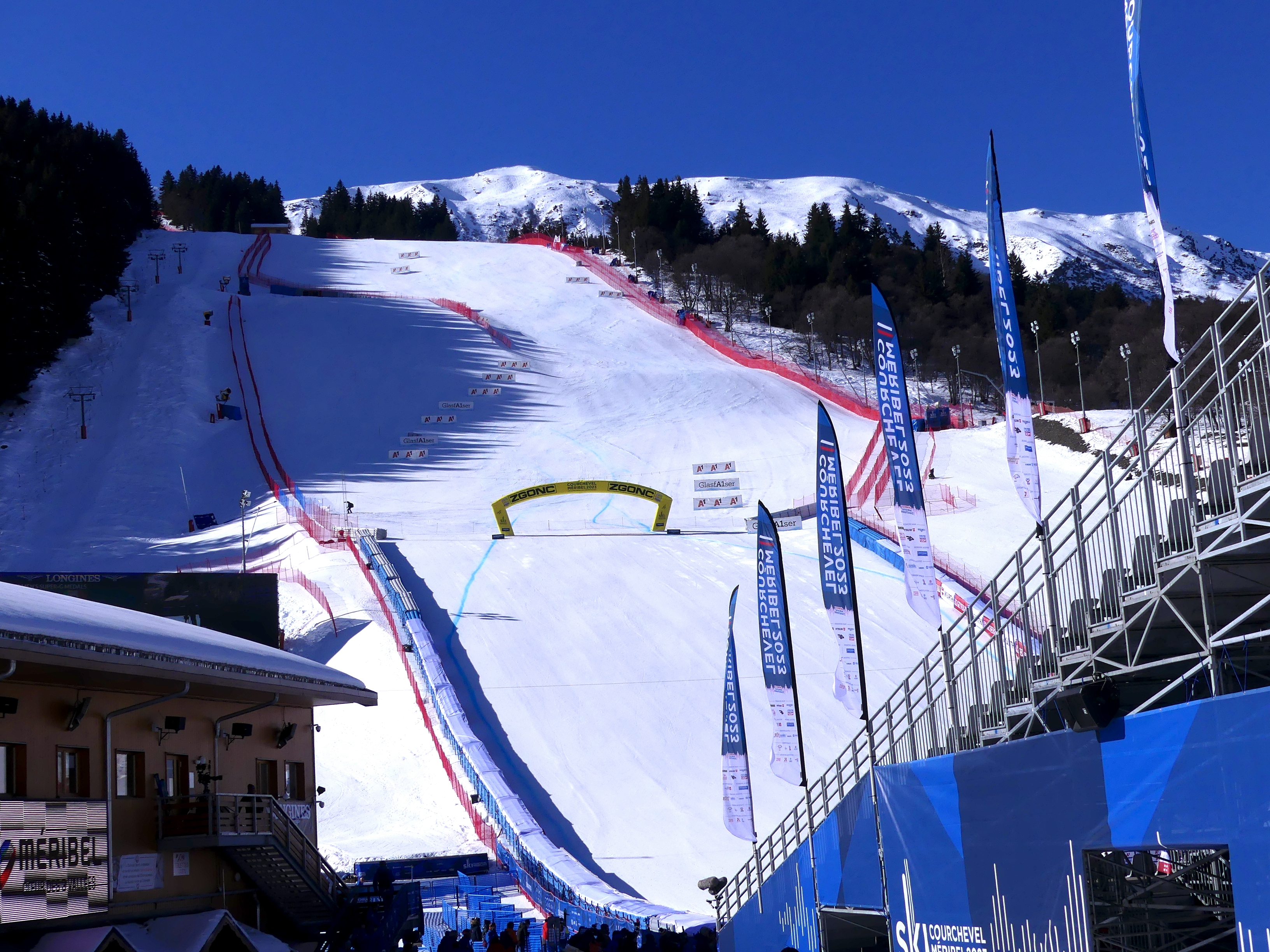
Cílový hank sjezdovky Roc de Fer v Méribelu
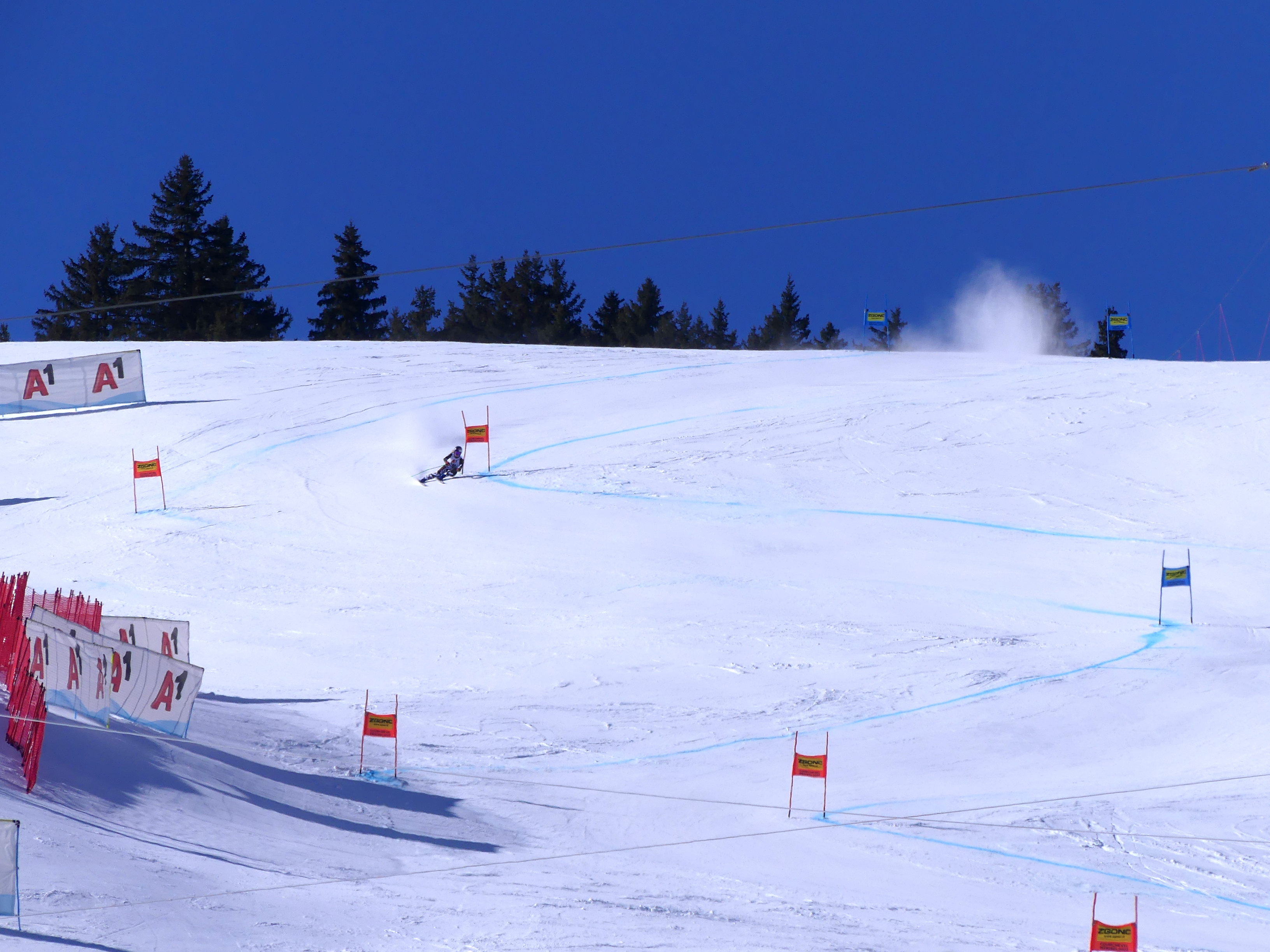
Alice Robinsonová na trati Super-G
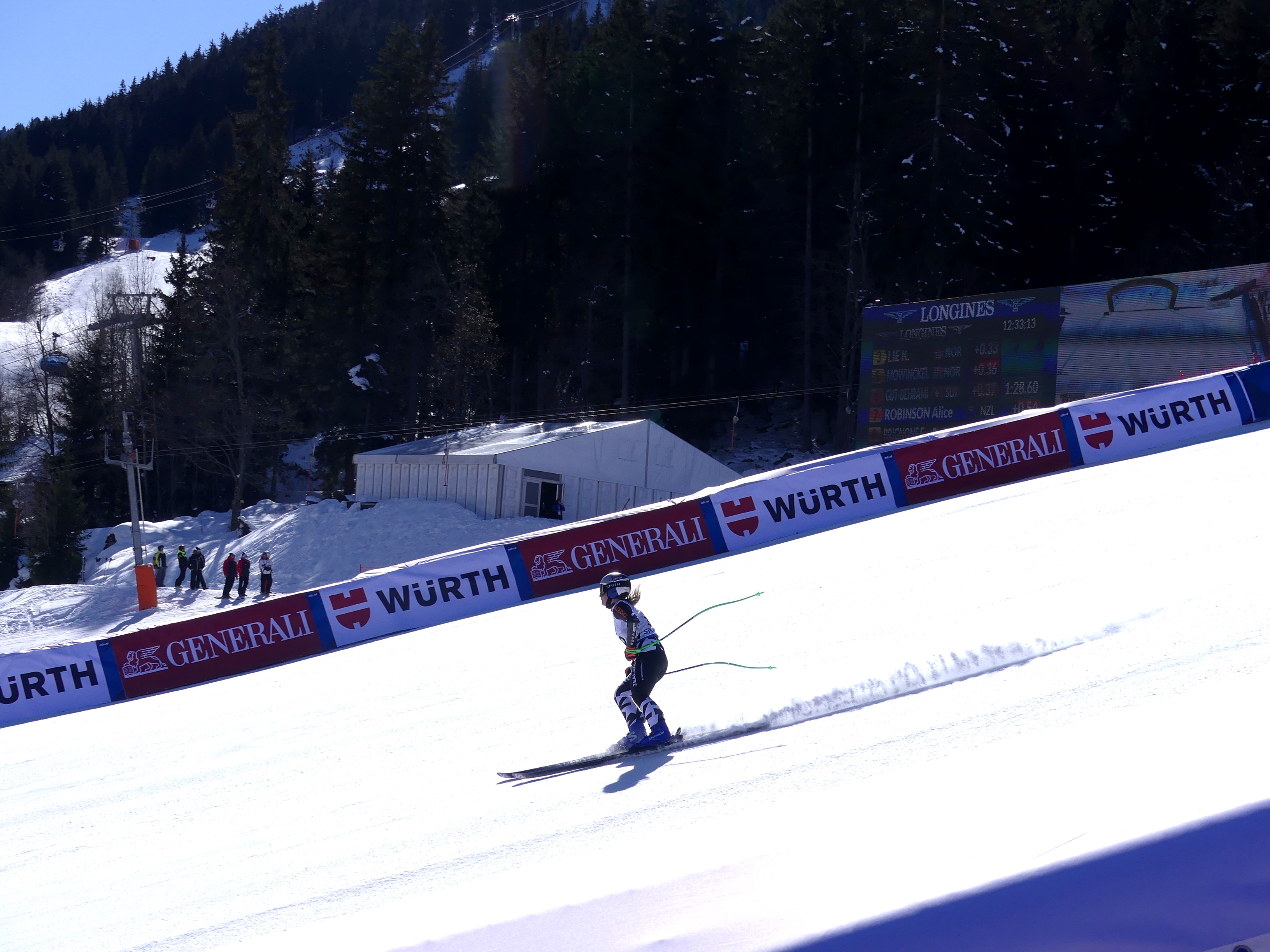
Alice Robinsonová v cíli Super-G
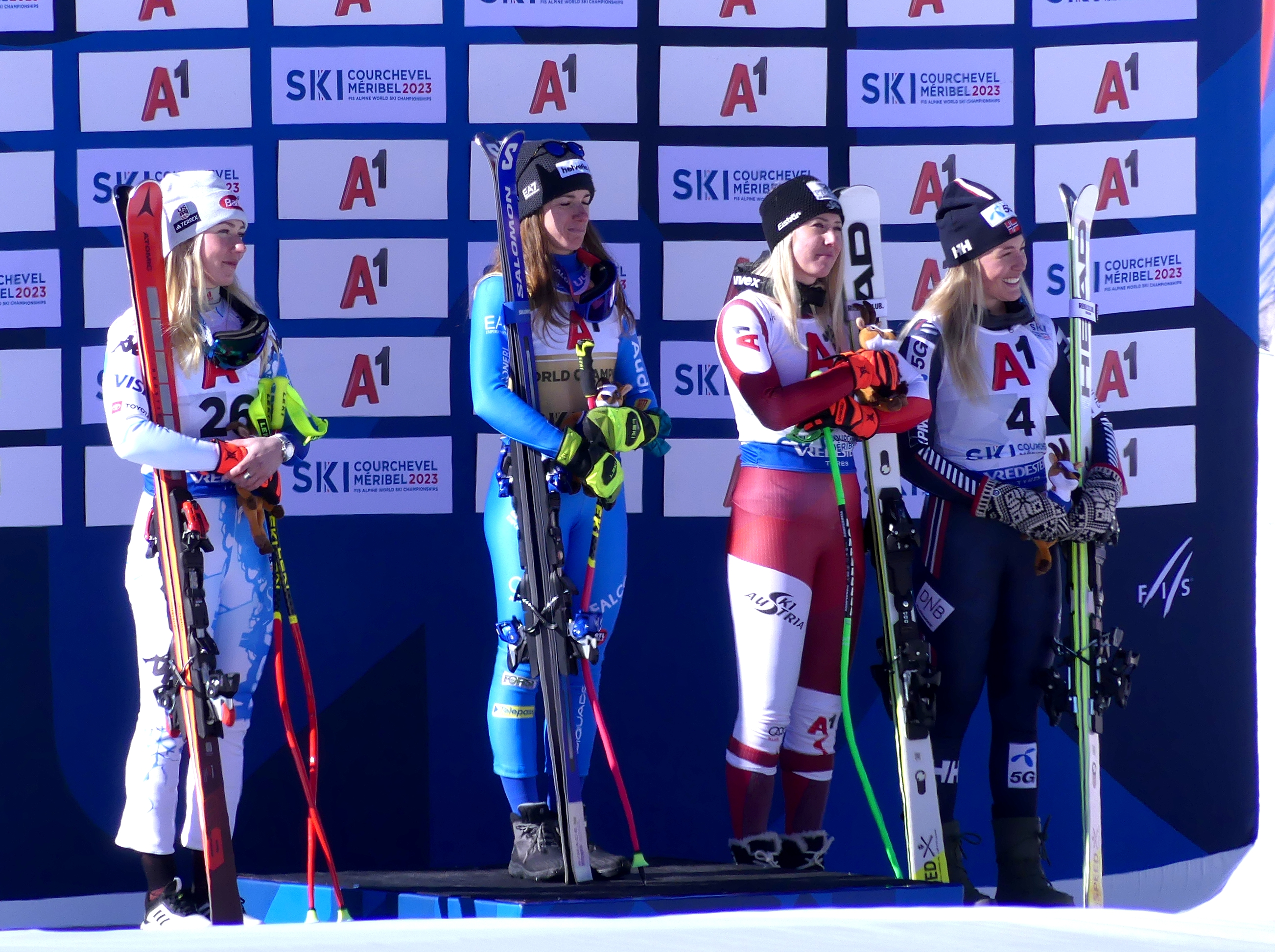
Stupně vítězek v Super-G: Shiffrinová, Bassinová, Hütterová, Vickhoff Lieová